# Zelení – Zelená alternativa

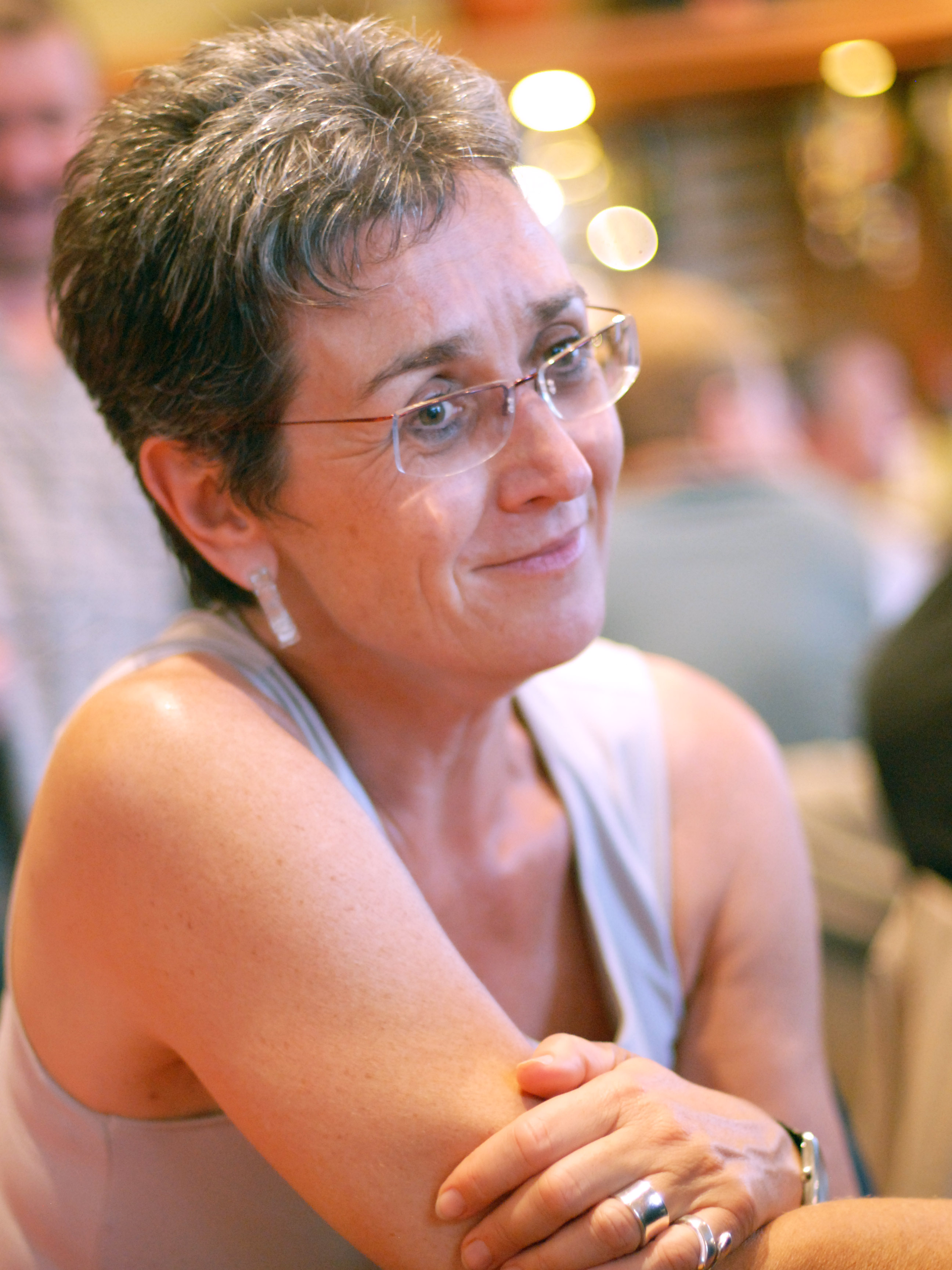
Ulrike Lunacek, rakouská politička a členka rakouských Zelených

Zelení – Zelená alternativa (zkráceně Zelení, německy Die Grünen – Die grüne Alternative) je ekologická politická strana v Rakousku. Po předčasných volbách v roce 2019 se stali Zelení poprvé ve své historii vládní stranou. Předsedou je Werner Kogel. Zelení jsou řádnými členy Evropské strany zelených a Global Greens.

## Programové zásady
Zelení se kromě ekologie zasazují také o práva menšin a o eko-sociální daňovou reformu. Jejich hodnoty v souladu s programovým prohlášením z roku 2001 znějí: „přímá demokracie, mír, ekologie, solidarita, feminismus, sebeurčení.“ Strana je členem Evropské strany zelených.
Průzkumy ukazují, že Zelení oslovují především mladé lidi, ženy a voliče z větších měst. Analýza z voleb v roce 2006 ukázala, že je volilo 16 % lidí z měst, 19 % mladých voličů a 12 % žen (8 % mužů).

## Historie strany
Za zrození rakouského zeleného hnutí je považována kampaň proti uvedení jaderné elektrárny Zwentendorf (1978). Dalším milníkem v tomto vývoji byl v roce 1984 úspěšný odpor vůči zařízení v Hainburgu an der Donau. Někteří pozdější Zelení byli zapojeni do mírových demonstrací a shromáždění v roce 1981 až 1984.
Roku 1986 se sjednotili konzervativnější Sjednocení zelení Rakouska (VGÖ – založení 1982) s progresivní Alternativní kandidátkou Rakouska (ALÖ – založení rovněž 1982) ve společnou stranu Zelená alternativa (GA). Od roku 1993 zní jejich název Zelení – Zelená alternativa (Zelení).

## Volební výsledky
Prvního úspěchu dosáhla tato strana ve volbách v roce 1986, kdy získala 4,82 % hlasů a v dolní komoře rakouského parlamentu 8 poslanců (uzavírací klauzule pro vstup jsou 4 %). Podobného výsledku (4,78 %) ovšem s polepšením o 2 poslance Zelení dosáhli také ve volbách v roce 1990. Ve volbách v roce 1994 si výrazně polepšili na 7,31  % a získali 13 křesel. Volební neúspěch však zaznamenali v předčasných volbách o rok později, kdy spadli na svůj průběžný zisk (4,81 %) a v parlamentu je zastupovalo jen 9 poslanců. Od voleb 1999 (7,40 %, 14 křesel) si Zelení již pouze polepšovali. Volby 2002 (9,47 %, 17 křesel) a volby 2006 (11,05 %, 21 křesel), kdy skončili za sociálními demokraty (SPÖ) a lidovou stranou (ÖVP) jako třetí nejsilnější parlamentní strana.
V předčasných parlamentních volbách 2008, kdy byl uveden v platnost nový volební zákon, který umožňoval aktivní volební právo od 16 let a prodlužoval poslanecký mandát na 5 let (na tomto zákoně se výrazně podíleli právě Zelení), získali 10,4 % a zaznamenali tak ztrátu 0,6 % a jednoho křesla. Vzhledem ke ztrátě 6 % u sociálních demokratů a 8,3 % u lidové strany a výrazným ziskům Svobodné strany Rakouska (FPÖ – polepšili si o 6,5 %) a Svazu budoucnosti Rakouska (BZÖ – polepšili si o 6,6 %) lze říci, že Zelení byli v Rakousku stranou s asi nejpevnější voličskou základnou.
V parlamentních volbách 2013 získali rakouští Zelení 11,46 % a stali se tak čtvrtou nejsilnější z šesti politických stran, zastoupených v rakouském parlamentu.
V předčasných volbách roku 2019 získali téměř 14 procent, což je nejvíce v jejich historii. Poté spolu s vítěznými lidovci vytvořili konzervativně liberální vládu pod vedením Sebastiana Kurze.

### Volby do Národní rady
| Volby | Procent | Mandátů |
| ----- | ------- | ------- |
| 1983  | 3,29 %  | 0       |
| 1986  | 4,82 %  | 8       |
| 1990  | 4,78 %  | 10      |
| 1994  | 7,31 %  | 13      |
| 1995  | 4,81 %  | 9       |
| 1999  | 7,40 %  | 14      |
| 2002  | 9,47 %  | 17      |
| 2006  | 11,05 % | 21      |
| 2008  | 10,4 %  | 20      |
| 2013  | 11,46 % | 22      |
| 2017  | 3,80 %  | 0       |
| 2019  | 13,9 %  | 26      |

### Volby do Evropského parlamentu
| Volby | Procent | Mandátů |
| ----- | ------- | ------- |
| 1996  | 6,8 %   | 1       |
| 1999  | 9,3 %   | 2       |
| 2004  | 12,9 %  | 2       |
| 2009  | 9,9 %   | 2       |
| 2014  | 14,5 %  | 3       |
| 2019  | 14,1 %  | 3       |

V Evropském parlamentu je strana od roku 2009 zastoupena europoslankyněmi Ulrike Lunacek a Eva Lichtenberger.